# Marcos Acuña
Pour les articles homonymes, voir Acuña.
Marcos Javier Acuña, né le 28 octobre 1991 à Zapala en Argentine, est un footballeur international argentin évoluant au poste d'ailier ou d'arrière gauche à River Plate.

## Biographie

### Débuts au Ferro Carril Oeste
Marcus Acuña reçoit sa formation au Club Don Bosco où il évolue alors au poste d'arrière gauche. Ses performances attirent l'attention de scouts qui l'invitent à passer des tests dans différents clubs de Bueno Aires. Après plusieurs essais, le footballeur finit par rejoindre Ferro Carril Oeste et intègre l'équipe réserve. Il fait ses débuts en 2009 en Primera B Nacional au poste d'ailier gauche. Lors de la saison 2013-2014, Acuña se démarque pour sa capacité à offrir des ballons de buts pour ses coéquipiers, délivrant douze passes décisives. 

### Racing Club
Le 18 juillet 2014, Marcus Acuña signe au Racing Club.
Il joue son premier match de Primera División le 10 août face au Defensa lors d'une victoire 3-0. En septembre, l'athlète réalise un doublé contre Belgrano. Le Racing remporte le championnat, mettant fin à treize années d'attentes. Avec le club, l'Argentin découvre également les compétitions continentales en participant à la Copa Libertadores (19 matchs, 1 but), et à la Copa Sudamericana (3 matchs, un but).

### Sporting Portugal
Le 21 juillet 2017, Marcus Acuña rejoint le Sporting Portugal pour une somme de 9,6 millions d'euros. Il échoit du numéro neuf.
Le 6 août 2017, il joue son premier match pour le Sporting en étant titularisé en ouverture de Liga NOS contre le CD Aves. Le joueur se montre d'entrée décisif en donnant une passe à Gelson Martins pour une victoire 2-0. Le 23 août, il marque son premier but en phase de qualifications pour la Ligue des champions contre le FC Steaua Bucarest durant un large succès (1-5). L'Argentin, qui découvre l'Europe, s'adapte rapidement et obtient une place de titulaire dans l'aile gauche de l'attaque du Sporting. Au mois de janvier 2018, Acuña remporte la Coupe de la Ligue après une victoire aux tirs au but aux dépens du Vitória Setúbal. Le footballeur atteint la finale de la Coupe du Portugal en mai 2018 mais s'incline contre le CD Aves (1-2). Ce même mois, alors que le Sporting se classe troisième du championnat et que le club fait face à une crise interne, une quarantaine de supporters attaquent les joueurs et membres du staff en plein entraînement, dont Marcus Acuña. Il finit sa saison en comptant 51 rencontres pour six buts et neuf passes décisives.
La saison suivante, l'athlète est replacé au poste d'arrière gauche bien qu'il joue quelques matchs en tant que milieu ou ailier gauche. Nettement moins efficace devant le but avec une seule réalisation en championnat, il délivre neuf passes décisives et confirme son importance au Sporting.

### En équipe nationale
Marcus Acuña reçoit sa première sélection en équipe d'Argentine le 15 novembre 2016, contre la Colombie. Ce match gagné 3-0 entre dans le cadre des éliminatoires du mondial 2018.
Le joueur est convoqué pour disputer la Coupe du monde 2018 en Russie. Il ne joue que la rencontre de phase de groupes face à la Croatie où il est titulaire durant une lourde défaite 3-0. Après une entame difficile où elle termine deuxième de son groupe, l'Albiceleste est sortie de la compétition au stade des huitièmes de finale par le futur vainqueur, la France, sur le score de 4-3.
Ses performances en club lui permettent d'être appelé pour la Copa América 2019 se jouant au Brésil. Remplaçant en début de compétition où il ne joue qu'un bout de match en phase de groupes, il est titulaire en quarts de finale contre le Venezuela. De nouveau présent face au Brésil, Acuña et les Argentins subissent une défaite 2-0.
Le 11 novembre 2022, il est sélectionné par Lionel Scaloni pour participer à la Coupe du monde 2022. Le 18 décembre 2022, Marcus Acuña devient champion du monde de football avec l'équipe d'Argentine.

## Statistiques
| Saison                | Club                  | Championnat           | Championnat | Championnat | Championnat | Coupe nationale | Coupe nationale | Coupe nationale | Coupe de la Ligue | Coupe de la Ligue | Coupe de la Ligue | Supercoupe | Supercoupe | Supercoupe | Compétition(s) continentale(s) | Compétition(s) continentale(s) | Compétition(s) continentale(s) | Compétition(s) continentale(s) | Barrages | Barrages | Barrages | Supercoupe UEFA | Supercoupe UEFA | Supercoupe UEFA | Coupe du monde des | Coupe du monde des | Coupe du monde des | Total | Total | Total |
| Saison                | Club                  | Division              | M.          | B.          | P.d.        | M.              | B.              | P.d.            | M.                | B.                | P.d.              | M.         | B.         | P.d.       | Comp.                          | M.                             | B.                             | P.d.                           | M.       | B.       | P.d.     | M.              | B.              | P.d.            | M.                 | B.                 | P.d.               | M.    | B.    | P.d.  |
| 2010-2011             | Ferro Carril Oeste    | D2                    | 7           | 0           | -           | -               | -               | -               | -                 | -                 | -                 | -          | -          | -          | -                              | -                              | -                              | -                              | -        | -        | -        | -               | -               | -               | -                  | -                  | -                  | 7     | 0     | 0     |
| 2011-2012             | Ferro Carril Oeste    | D2                    | 31          | 2           | -           | 1               | 0               | -               | -                 | -                 | -                 | -          | -          | -          | -                              | -                              | -                              | -                              | -        | -        | -        | -               | -               | -               | -                  | -                  | -                  | 32    | 2     | 0     |
| 2012-2013             | Ferro Carril Oeste    | D2                    | 36          | 1           | -           | 1               | 0               | -               | -                 | -                 | -                 | -          | -          | -          | -                              | -                              | -                              | -                              | -        | -        | -        | -               | -               | -               | -                  | -                  | -                  | 37    | 1     | 0     |
| 2013-2014             | Ferro Carril Oeste    | D2                    | 39          | 2           | -           | 2               | 0               | -               | -                 | -                 | -                 | -          | -          | -          | -                              | -                              | -                              | -                              | -        | -        | -        | -               | -               | -               | -                  | -                  | -                  | 41    | 2     | 0     |
| Sous-total            | Sous-total            | Sous-total            | 113         | 5           | -           | 4               | 0               | -               | -                 | -                 | -                 | -          | -          | -          | -                              | -                              | -                              | -                              | -        | -        | -        | 0               | 0               | 0               | -                  | -                  | -                  | 117   | 5     | 0     |
| 2014                  | Racing Club           | Primera División      | 16          | 2           | 1           | 2               | 1               | 0               | -                 | -                 | -                 | -          | -          | -          | -                              | -                              | -                              | -                              | -        | -        | -        | -               | -               | -               | -                  | -                  | -                  | 18    | 3     | 1     |
| 2015                  | Racing Club           | Primera División      | 24          | 3           | 4           | 3               | 0               | 0               | -                 | -                 | -                 | -          | -          | -          | CL                             | 9                              | 0                              | 0                              | 3        | 1        | 4        | -               | -               | -               | -                  | -                  | -                  | 39    | 4     | 8     |
| 2016                  | Racing Club           | Primera División      | 10          | 1           | 0           | -               | -               | -               | -                 | -                 | -                 | -          | -          | -          | CL                             | 10                             | 1                              | 1                              | -        | -        | -        | -               | -               | -               | -                  | -                  | -                  | 20    | 2     | 1     |
| 2016-2017             | Racing Club           | Primera División      | 25          | 9           | 13          | 4               | 1               | 0               | -                 | -                 | -                 | -          | -          | -          | CS                             | 3                              | 1                              | 1                              | -        | -        | -        | -               | -               | -               | -                  | -                  | -                  | 32    | 11    | 14    |
| Sous-total            | Sous-total            | Sous-total            | 75          | 15          | 18          | 9               | 2               | 0               | -                 | -                 | -                 | -          | -          | -          | -                              | 22                             | 2                              | 2                              | 3        | 1        | 4        | 0               | 0               | 0               | -                  | -                  | -                  | 109   | 20    | 24    |
| 2017-2018             | Sporting Portugal     | Liga NOS              | 31          | 4           | 5           | 5               | 0               | 0               | 5                 | 1                 | 1                 | -          | -          | -          | C1+C3                          | 7+6                            | 1+0                            | 2+0                            | -        | -        | -        | -               | -               | -               | -                  | -                  | -                  | 54    | 6     | 8     |
| 2018-2019             | Sporting Portugal     | Liga NOS              | 30          | 1           | 9           | 5               | 0               | 2               | 4                 | 0                 | 1                 | -          | -          | -          | C3                             | 6                              | 0                              | 0                              | -        | -        | -        | -               | -               | -               | -                  | -                  | -                  | 45    | 1     | 12    |
| 2019-2020             | Sporting Portugal     | Liga NOS              | 24          | 2           | 1           | 1               | 0               | 0               | 4                 | 0                 | 0                 | 1          | 0          | 0          | C3                             | 6                              | 0                              | 3                              | -        | -        | -        | -               | -               | -               | -                  | -                  | -                  | 36    | 2     | 4     |
| Sous-total            | Sous-total            | Sous-total            | 85          | 7           | 15          | 11              | 0               | 2               | 13                | 1                 | 2                 | 1          | 0          | 0          | -                              | 25                             | 1                              | 5                              | -        | -        | -        | 0               | 0               | 0               | -                  | -                  | -                  | 135   | 9     | 24    |
| 2020-2021             | FC Séville            | Liga                  | 30          | 1           | 2           | 3               |                 | 1               | -                 | -                 | -                 | -          | -          | -          | C1                             | 4                              | 0                              | 1                              | -        | -        | -        | -               | -               | -               | -                  | -                  | -                  | 37    | 1     | 4     |
| 2021-2022             | FC Séville            | Liga                  | 31          | 1           | 3           | 2               | 0               | 0               | -                 | -                 | -                 | -          | -          | -          | C1+C3                          | 5+3                            | 0+0                            | 0+1                            | -        | -        | -        | -               | -               | -               | -                  | -                  | -                  | 41    | 1     | 4     |
| 2022-2023             | FC Séville            | Liga                  | 31          | 3           | 2           | 2               | 0               | 0               | -                 | -                 | -                 | -          | -          | -          | C1+C3                          | 4+8                            | 0+0                            | 1+0                            | -        | -        | -        | -               | -               | -               | -                  | -                  | -                  | 45    | 3     | 3     |
| 2023-2024             | FC Séville            | Liga                  | 21          | 1           | 2           | 1               | 0               | 0               | -                 | -                 | -                 | -          | -          | -          | C1                             | 3                              | 0                              | 1                              | -        | -        | -        | 1               | 0               | 1               | -                  | -                  | -                  | 26    | 1     | 4     |
| Sous-total            | Sous-total            | Sous-total            | 113         | 6           | 8           | 8               | 0               | 1               | -                 | -                 | -                 | -          | -          | -          | -                              | 27                             | 0                              | 4                              | 0        | 0        | 0        | 1               | 0               | 1               | -                  | -                  | -                  | 149   | 6     | 14    |
| 2024                  | River Plate           | Primera Division      | 11          | 0           | 0           | -               | -               | -               | -                 | -                 | -                 | -          | -          | -          | C1                             | 3                              | 0                              | 1                              | -        | -        | -        | -               | -               | -               | -                  | -                  | -                  | 14    | 0     | 1     |
| 2025                  | River Plate           | Primera Division      | 15          | 1           | 1           | -               | -               | -               | -                 | -                 | -                 | -          | -          | -          | C1                             | 4                              | 0                              | 1                              | -        | -        | -        | -               | -               | -               | 3                  | 0                  | 1                  | 22    | 1     | 3     |
| Sous-total            | Sous-total            | Sous-total            | 26          | 1           | 1           | 0               | 0               | 1               | -                 | -                 | -                 | -          | -          | -          | -                              | 7                              | 0                              | 1                              | 0        | 0        | 0        | 0               | 0               | 0               | 3                  | 0                  | 1                  | 36    | 1     | 4     |
| Total sur la carrière | Total sur la carrière | Total sur la carrière | 412         | 34          | 42          | 32              | 2               | 3               | 13                | 1                 | 2                 | 1          | 0          | 0          | -                              | 82                             | 3                              | 12                             | 3        | 1        | 4        | 1               | 0               | 1               | 3                  | 0                  | 1                  | 547   | 41    | 65    |

### En sélection nationale
| Saison                | Sélection             | Phases finales        | Phases finales | Phases finales | Phases finales | Éliminatoires CDM | Éliminatoires CDM | Éliminatoires CDM | Matchs amicaux | Matchs amicaux | Matchs amicaux | Total | Total | Total |
| Saison                | Sélection             | Compétition           | M              | B              | Pd             | M                 | B                 | Pd                | M              | B              | Pd             | M     | B     | Pd    |
| --------------------- | --------------------- | --------------------- | -------------- | -------------- | -------------- | ----------------- | ----------------- | ----------------- | -------------- | -------------- | -------------- | ----- | ----- | ----- |
| 2016-2017             | Argentine             | -                     | -              | -              | -              | 2                 | 0                 | 0                 | 2              | 0              | 0              | 4     | 0     | 0     |
| 2017-2018             | Argentine             | Coupe du monde 2018   | 1              | 0              | 0              | 4                 | 0                 | 0                 | 2              | 0              | 0              | 7     | 0     | 0     |
| 2018-2019             | Argentine             | Copa América 2019     | 3              | 0              | 0              | -                 | -                 | -                 | 7              | 0              | 1              | 10    | 0     | 1     |
| 2019-2020             | Argentine             | -                     | -              | -              | -              | -                 | -                 | -                 | 6              | 0              | 3              | 6     | 0     | 3     |
| 2020-2021             | Argentine             | Copa América 2021     | 4              | 0              | 0              | 2                 | 0                 | 0                 | -              | -              | -              | 6     | 0     | 0     |
| 2021-2022             | Argentine             | Finalissima 2022      | 0              | 0              | 0              | 8                 | 0                 | 1                 | 1              | 0              | 0              | 9     | 0     | 1     |
| 2022-2023             | Argentine             | Coupe du monde 2022   | 6              | 0              | 0              | -                 | -                 | -                 | 5              | 0              | 1              | 11    | 0     | 1     |
| 2023-2024             | Argentine             | Copa América 2024     | 2              | 0              | 0              | 3                 | 0                 | 0                 | 1              | 0              | 0              | 6     | 0     | 0     |
| 2024-2025             | Argentine             | -                     | -              | -              | -              | 2                 | 0                 | 0                 | -              | -              | -              | 2     | 0     | 0     |
| Total sur la carrière | Total sur la carrière | Total sur la carrière | 16             | 0              | 0              | 21                | 0                 | 1                 | 24             | 0              | 5              | 61    | 0     | 6     |

## Palmarès

### En club
| Racing Club (1)                                    | Sporting CP (3)                                                                                              | Séville FC (1)                                                                           |
| -------------------------------------------------- | --- | ---------------------------------------------------------------------------------------- |
| - Championnat d'Argentine (1) : - Vainqueur : 2014 | - Coupe du Portugal (1) : - Vainqueur : 2019 - Coupe de la Ligue Portugaise (2) : - Vainqueur : 2018 et 2019 | - UEFA Ligue Europa (1) : - Vainqueur : 2023 - Supercoupe de l'UEFA : - Finaliste : 2023 |

### En sélection
| Argentine (4) |
| --- |
| - Coupe du Monde (1) : - Vainqueur : 2022 - Copa América (2) : - Vainqueur : 2021 et 2024 - Coupe des Champions CONMEBOL-UEFA (1) : - Vainqueur : 2022 |